# Ударение
Ударе́ние — выделение каким-либо акустическим средством одной из сегментных единиц языка — слога, слова или синтагмы. Физическим носителем ударения являются слог или мора. Ударением обычно выделяется каждое знаменательное слово. В разных языках ударение может отличаться по преобладающему в нём фонетическому компоненту (интенсивности, высоте тона и длительности), по характеру расположения в фонологической или морфологической структуре слова (свободному или связанному, подвижному или неподвижному). Помимо обеспечения цельности и отдельности слова ударение в разных языках может выполнять различительную функцию в отношении как отдельных лексем, так и грамматических форм, разграничительную функцию, обозначая границы слов, и экспрессивную функцию. В некоторых языках, например в палеоазиатских, ударение как просодическая характеристика отсутствует.
Ударение является фактом суперсегментного уровня, образующим просодические системы языка. Раздел фонетики, изучающий ударение, — акцентология.

## Функциональные типы
Функционально ударение соотносится с разными сегментными единицами языка. В зависимости от связи с той или иной единицей выделяются такие типы ударения, как:
1. Словесное ударение — выделяет слог в составе фонетического слова.
2. Синтагматическое, или тактовое, ударение — выделяет слово в составе синтагмы.
3. Фразовое ударение — выделяет синтагму в составе фразы.

Просодическое выделение какого-либо слова в предложении для подчёркивания важности его значения относится к особому типу — логическому ударению, не связанному со словесным ударением.

## Компоненты ударения
Выделение ударного слога в слове, синтагме или фразе происходит за счёт таких фонетических средств, как интенсивность, высота голосового тона и длительность. В соответствии с этим типы ударения по фонетическому признаку классифицируются следующим образом:
1. Динамическое (силовое, экспираторное) ударение — производится за счёт увеличения мускульного напряжения и силы выдоха.
2. Музыкальное (тоническое) ударение — производится за счёт изменения тона голоса.
3. Количественное (квантитативное) ударение — производится за счёт увеличения длительности звучания ударного гласного.

Также иногда в фонетических исследованиях упоминается качественное (квалитативное) ударение, при котором ударный гласный выделяется специфическими аллофонами гласных и/или согласных.
В разных языках ударение складывается из различных фонетических компонентов или из их комбинаций. При этом чаще всего выделение ударного гласного происходит с использованием всех указанных компонентов ударения (интенсивности, высоты тона, длительности). Например, в русском языке помимо интенсивности произнесения ударного гласного важным признаком является увеличение его длительности по отношению к безударным гласным (изменение тональности гласных, наблюдаемое в закрытых и открытых слогах в русском языке, с ударением не связано). Фонетический тип ударения в языке при этом определяют по преобладающему компоненту. В частности, для русского языка преобладающим является динамический тип. Помимо русского, к языкам с динамическим ударением относят латинский, английский, немецкий, французский, болгарский, польский и множество других языков. В части языков преобладает различение ударных слогов по высоте тона — более высокому или более низкому относительно безударных слогов. Такой тип словесного ударения, называемый музыкальным, характерен для древнегреческого, словенского, сербохорватского, шведского, японского, корейского и ряда других языков. Количественное ударение в чистом виде не зарегистрировано.
Ударение может реализовываться в разной степени на разных словах в одном предложении; в некоторых случаях различие между акустическими сигналами ударных и безударных слогов может быть минимальным.
В английском языке наиболее сильно ударение выражается в фокусных словах предложения, выделяемых по смыслу:
Is it brunch tomorrow? «Завтра будет бранч?»
No, it’s dinner tomorrow «Нет, завтра будет ужин».
Связанное с ударением акустическое различие между слогами в слове toˈmorrow будет малым по сравнению с разницей между слогами выделяемого слова dinner. В этих выделяемых словах ударные слоги, такие как din в слове ˈdinner, произносятся громче и длиннее. Кроме того, они могут иметь различную базовую частоту или другие характеристики. Гласные безударного слога в английском языке по качеству обычно ближе к нейтральному («шва»), в то время как ударные гласные редуцируются меньше. Напротив, в испанском языке ударные и безударные гласные характеризуются одинаковым качеством — в отличие от английского, в испанском нет редукции гласных.
Во многих работах по акцентологии подчёркивается значение тоновых изменений и сдвигов в ударных слогах, но это утверждение имеет мало экспериментальных подтверждений. Тем не менее большинство экспериментов не направлены прямо на выявление тона речи, который является субъективно воспринимаемой величиной. Обычно при проведении экспериментов оценивается базовая речевая частота, которая измеряется объективно и сильно коррелирует с тоном, но не совсем совпадает с ним.
В настоящее время продолжаются исследования возможностей реализации ударения в тоновых языках, и некоторые модели, близкие к ударению, уже были обнаружены в китайском стандартном языке путунхуа. Они реализуются как чередование слогов, в которых тоны выражены явно, с относительно большим сдвигом базовой частоты, со слогами, где тоны выражаются «небрежно», обычно с небольшим сдвигом частоты.
Часто считается, что ударные слоги произносятся с большей силой, чем безударные. Тем не менее исследования показали, что, хотя динамическое ударение сопровождается большим респираторным усилием, оно не влечёт за собой большего усилия речевого аппарата.

## Структурные типы
Различия в типах ударения могут быть связаны с расположением ударения в фонологической (слоговой, морной) и морфологической структурах слова.
В отношении места ударения в фонологической структуре слова выделяют свободное и связанное ударения, в первом из них ударение падает на любой слог в слове, во втором — на какой-либо определённый слог (фиксированное) или на один из слогов в определённой зоне (ограниченное):
- свободное (разноместное) ударение;
- связанное (фиксированное) ударение:
  - ограниченное ударение;
  - собственно фиксированное ударение:
    - инициальное ударение (на первый слог в слове);
    - ударение на второй слог от начала слова;
    - ударение на третий слог от начала слова;
    - пропарокситоническое ударение (на третий слог от конца слова);
    - парокситоническое ударение (на второй слог от конца слова);
    - окситоническое ударение (на последний слог в слове).

Свободное ударение характерно, в частности, для русского, украинского, белорусского, литовского, итальянского, испанского, румынского, немецкого и английского языков. Фиксированное ударение характерно для так называемых слогосчитающих языков: чешского, финского, венгерского, латышского (ударение всегда на первом слоге); македонского (ударение всегда на третьем слоге от конца слова); кечуа, польского, бретонского, эсперанто (ударение всегда на предпоследнем слоге); казахского, французского, кхмерского (на последнем слоге). В языках с ограниченным ударением расположение ударных слогов предсказуемо и ограничено определённой зоной локализации, как в латыни (где ударение обусловлено структурой предпоследнего слога) и древнегреческом (так называемые моросчитающие языки). Также место ударения может быть связано со структурой слога, с качеством гласной или с высотой тона в слоге.
Исходя из морфологической структуры слова выделяется подвижное и неподвижное (постоянное) ударение. В первом случае ударение может смещаться в разных словоформах одного слова с основы на флексию: го́ловы — голова́м, во втором случае оно закреплено за определённой морфемой во всех словоформах. Данная категория может быть применительна ко всему языку в целом или к его отдельным грамматическим категориям или акцентным типам внутри той или иной категории.
В языках со свободной акцентной системой словесное ударение скорее является лексическим: оно является частью слова, и его нужно запоминать, хотя в некоторых случаях его место обозначается орфографически, как, например, в испанском и португальском языках. В таких языках слова-омофоны могут различаться лишь местом ударения (например, incite и insight в английском), поэтому ударение может являться грамматическим средством.
Английский язык до некоторой степени пользуется этим средством в парах «глагол-существительное», таких как a récord и to recórd, где в глаголе ударение падает на последний слог, а в соответствующем существительном — на первый. Кроме того, эти слова по-разному делятся на слоги при переносе: a réc-ord и to re-córd. В немецком языке так происходит в словах с определёнными приставками (например, úm-schrei-ben (переписывать) и um-schréi-ben (перефразировать)). В русском это явление часто связано со склонением некоторых существительных (земли́ — родительный падеж единственного числа; зе́мли — именительный падеж множественного) или со спряжением глаголов (ку́рите — кури́те), а может быть и смыслоразличительным (па́рю — парю́).
Иногда считается, что в словах французского языка ударение падает на последний слог, но на самом деле во французском вообще отсутствует словесное ударение. Французский язык скорее имеет такую просодику, при которой ударным оказывается последний или предпоследний слог цепочки слов. Эта цепочка может быть равна простому предложению или синтагме. Тем не менее при изолированном произнесении слова оно получает всю полноту просодических свойств, а значит, и ударение в том числе.
Особенности акцентной системы, связанные с местом ударения, являются одним из различительных признаков диалектов. Такие различия могут охватывать ударение в отдельных лексемах. Так, например, местом ударения различается небольшая часть лексики британского и американского варианта английского языка (ˈcomposite «составной» — в британском, но comˈposite — в американском). В ряде случаев диалекты различаются по ударению в грамматических категориях. Например, в севернорусских говорах в определённой категории существительных женского рода на -а с ударением на окончании при образовании формы винительного падежа единственного числа ударение переносится на основу: рука́ — ру́ку, нога́ — но́гу, сторона́ — сто́рону, вода́ — во́ду. Для южнорусских говоров в этих же формах присуще ударение на окончании: руку́, ногу́, сторону́, воду́. В некоторых случаях ударения в диалектах могут различаться по фонологической структуре. Например, инициальным ударением от всех остальных польских говоров с парокситоническим типом ударения отличаются подгальские говоры. Напротив, парокситоническим ударением от всех остальных словацких говоров с инициальным ударением отличаются восточнословацкие говоры. Также выделяются фиксированным ударением на предпоследний слог лемковские говоры среди прочих карпаторусинских говоров со свободным ударением. Говоры словенского языка делятся на две группы: говоры с музыкальным ударением и говоры с динамическим ударением, при этом в литературном словенском языке оба акцентных типа признаются равноправными.

## Ритм ударения
Английский язык является языком с ритмичным ударением, то есть ударные слоги отделены друг от друга в речи равными промежутками времени, а безударные слоги сокращаются так, чтобы соблюдался этот ритм. Другие языки имеют ритмизацию слогов (например, испанский) или мор (например, японский), где слоги или моры произносятся в строго постоянном темпе независимо от ударения.

## Исторические изменения, связанные с ударением
Часто в ходе эволюции языка ударные и безударные слоги ведут себя по-разному. Например, в романских языках в большинстве случаев изначальные латинские краткие ударные гласные /е/ и /о/ перешли в дифтонги. Поскольку ударение влияет на глагольное спряжение, это вызвало появление глаголов с чередованием гласных в романских языках. Например,
испанский глагол volver имеет форму volví в прошедшем времени, но vuelvo в настоящем (см. Испанские неправильные глаголы). В итальянском языке существует такое же явление, но /о/ там чередуется с /uo/. Распространение этого явления не ограничено глаголами: например, испанское viento (ветер) vs. ventilación (вентиляция), от латинского ventum.
Наблюдается и обратный процесс, когда некоторые исторические изменения влияют на место ударения. Так, например, в русском языке за последние сто лет наблюдается процесс переноса ударения на корень или на начало слова как наиболее значимые его части, которые несут в себе основную смысловую нагрузку. Например, катить, звонить, солить и другие глаголы на -ить во всех формах, кроме формы 1-го лица единственного числа настоящего и будущего времени (ка́тишь, ка́тит, ка́тят, ка́тим; пока́тишь, пока́тит и т. д.). Лингвисты объясняют эту тенденцию тем, что в течение последних ста лет темп нашей жизни значительно ускорился и повлёк за собой ускорение речи, поэтому такие изменения в ударении позволяют нам эффективнее улавливать смысл услышанного.

## Уровни ударения
В некоторых языках выделяют первичное и вторичное ударение. Традиционно считается, что английский язык обладает двумя уровнями ударения, как, например, в словах cóunterfòil [ˈkaʊntɚˌfɔɪl] и còunterintélligence [ˌkaʊntɚ.ɪnˈtɛlɪdʒəns], а в некоторых работах даже говорилось о том, что он имеет четыре уровня ударения, но эти исследования часто противоречат друг другу.
Фонетисты, такие как Питер Ладефогед, считают, что эти разные уровни ударения являются лишь фонетической особенностью, а не собственно фонемическим ударением. Они указывают на то, что предполагаемое вторичное ударение часто не характеризуется усилением респираторной активности, обычно связанной с ударением. В соответствии с их анализом слог в английском языке может быть либо ударным, либо безударным, а безударный, в свою очередь, может быть редуцированным или нет. Это всё, что необходимо для фонемического анализа. Кроме того, последний ударный слог в обычной интонационной единице получает дополнительное интонационное или «тоническое» ударение. (Интонационное ударение может возникать и в других местах для того, чтобы обозначить контраст или другие просодические эффекты.) Это сочетание лексического ударения, просодики конца синтагмы или предложения, а также редукции некоторых безударных гласных создаёт впечатление нескольких уровней фонетического ударения:
- Лексическое ударение
  1. В сочетании с тоническим ударением: слог, находящийся и под лексическим, и под просодическим ударением, в исследовании Ладефогеда соответствует первичному ударению в традиционном понимании.
  2. Без тонического ударения: слог, находящийся только под лексическим ударением, соответствует вторичному ударению в традиционном понимании.
- Без ударения
  1. На нередуцированном гласном: безударный слог с нередуцированным гласным соответствует вторичному ударению в традиционном понимании или ударению третьего уровня в более подробном описании.
  2. На редуцированном гласном: безударный слог с редуцированным гласным считается безударным или имеющим ударение четвёртого уровня.

Таким образом, в фонемической транскрипции английских слов, в которой редуцированные гласные обозначаются символом «шва», для обозначения ударения необходим лишь один символ. Например, в слове cóunterfòil ударение падает только на первый слог: /ˈkaʊntɚ.fɔɪl/; последний же слог — безударный, но гласный в нём не редуцируется. (Обычно безударный дифтонг oi не редуцируется в английском языке.) В слове còunterintélligence оба отмеченных слога находятся под ударением: /ˈkaʊntɚ.ɪnˈtɛlɪdʒəns/. Кажущиеся различия ударения обусловлены просодикой и появляются при изолированном произнесении слов, как это делается при озвучивании слова для транскрибирования. Эти различия исчезают, когда слово переносится в нефинальную позицию, например, как во фразе «counterintelligence operations are going well», где только на слово well падает «основное» ударение. В речи некоторых носителей языка первый слог слова counterintelligence может быть безударным, но нередуцированным: /kaʊntɚ.ɪnˈtɛlɪdʒəns/. Безударный дифтонг ou/ow обычно не редуцируется в английском языке.

## Графическое обозначение
Существуют различные системы обозначения ударения и деления на слоги.
- В русском языке ударение обозначается акутом над гласным слога: говори́ть. Обычно на письме знак ударения проставляется только при необходимости смыслоразличения или для логического подчёркивания: Я знаю, что ты зна́ешь — Я знаю, что́ ты знаешь; Вы смо́трите — ну и смотри́те; …в бо́льших количествах…. В словарях и другой учебной литературе (в том числе в детских книгах) ударение может обозначаться чаще или даже повсеместно. В словарях наряду с основным ударением может отмечаться и побочное (второстепенное) ударение, для этого используется гравис: о̀колозе́мный. Иногда, обычно из-за технических ограничений, для обозначения ударения используется заглавная буква «…в бОльших количествах…» или курсив («в больших…»)[13][14][15][16]. Над буквой ё ударение никогда не ставится, поскольку написание ё почти всегда подразумевает ударную позицию (кроме некоторых заимствований и сложносоставных слов: «сёдзё», «трёхэта́жный»). Если пишущий не употребляет букву ё последовательно, то её употребление аналогично использованию знака ударения.
- В Международном фонетическом алфавите (МФА) основное ударение обозначается вертикальной чертой наверху перед слогом, второстепенное — вертикальной чертой внизу: [sɪˌlæbəfɪˈkeɪʃən] или /sɪˌlæbəfɪˈkeɪʃən/ (от англ. syllabification).
- В английском языке в обычном письме ударение не обозначается. В некоторых словарях, не использующих стандартный МФА, ударение обозначается штрихом после ударного слога: /si-lab′-ə-fi-kay′-shən/. Многие справочные издания вместо фонетического алфавита применяют разнообразные системы фонетической транскрипции «английского на английский» (подробнее см. Pronunciation respelling for English), в которых ударение обозначается полужирным шрифтом или заглавными буквами: si-lab-if-i-kay-shun или si-LAB-if-i-KAY-shun.
- В испанском (кастильском) языке, а также в некоторых других близкородственных языках Испании, позаимствовавших кастильскую орфографию, имеются чёткие правила определения положения ударения в многосложных словах: предпоследний слог, если слово оканчивается на гласный, «n» или «s», и последний слог, если слово оканчивается на прочие согласные; в таких случаях ударение на письме графически не обозначается. Во всех случаях отклонений от этих правил ударение обязательно обозначается знаком «акут» над гласным слога: bésame, corazón. Знак ударения также указывается при необходимости разбить дифтонг: «biología» (биология), «oír» (слышать), или для различения омофонов («cómo» (как?), «como» (как, подобно); «sé» (знаю), «se» (возвратное местоимение) и т. д.). Схожие правила и в португальском языке.
- В итальянском языке правила определения положения ударения довольно сложны, но на письме ударение обычно обозначается только на последнем слоге, знаком «акут» для закрытых звуков или «гравис» для открытых звуков (при том, что существенного противопоставления гласных по открытости/закрытости в итальянском нет). Знак акута или грависа также указывается для различения омофонов: dà он(а) даёт и da от, sì да и si -ся, и в редких случаях при необходимости разбить дифтонг: capìi [ka.'pi.i].
- В нидерландском языке специальное обозначение ударения обычно осуществляется с помощью акута на гласном (или, в случае дифтонга, на первых двух гласных) ударного слога. Сравните achterúítgang (ухудшение) и áchteruitgang (чёрный выход).
- В новогреческом языке все многосложные слова пишутся с акутом над гласным ударного слога (в случае, если этот гласный обозначается диграфом, знак ударения ставится на вторую из букв). Акут также используется для различения некоторых односложных слов-омографов, например η (определённый артикль) и ή («или»); здесь, конечно, ударение в обоих словах одинаково.

## Ударение в русском языке
Огромную и особую роль в русской лингвистике играют ударения, которые указывают не только на меняющуюся интонацию в сказанном, акцентируя главное и второстепенное, но и полностью изменяют смысл произнесённого, а также и записанного или напечатанного впоследствии — как в отдельном слове, так и в целом предложении.
В русском языке ударный гласный отличается от безударного силовыми, количественными и качественными характеристиками; тонического ударения нет (но высота звука может измениться в момент ударения). В среднем ударный гласный в 1,5-2 раза длиннее безударного.
Ударение может стоять на любом слоге и любой части слов (зо́лото, боло́то, молоко́); в разных грамматических формах одного и того же слова ударение может переходить с одного слога на другой (нога́ — но́гу, при́нял — приняла́).
Некоторые сложные слова, а также слова с приставками анти-, меж-, около-, контр-, сверх-, супер-, экс- и др. могут иметь, кроме основного, побочное (или второстепенное) ударение. Побочное ударение обычно по порядку бывает первым (ближе к началу слова), а основное — вторым (ближе к концу слова): кля̀твопреступле́ние, самолё̀тострое́ние, о̀колозе́мный, вѝце-президе́нт.
Также во всех словах, где присутствует буква ё, ударение обязательно падает на неё. Исключением являются заимствованные (напр., амёбиа́з) и сложные, составные слова (напр., трёхъя́русный).
В русском языке нет единых правил ударения, для выяснения принятого и допустимых вариантов для конкретной формы слова можно обратиться к орфоэпическим словарям или специализированным словарям ударений.

### История ударения в русском языке
В древнерусском были довольно чёткие правила ударения:
- Каждая морфема (приставка, корень, суффикс, окончание) может быть самоударной (или типа a), правоударной (или типа b) и безударной (или типа c).
- Единица ударения — слово с предлогами, союзами, частицами. При этом вспомогательные слова, стоящие перед словом, всегда безударные, после слова — всегда самоударные.
- В древнерусском также были редуцированные гласные (их обычно обозначают буквами ъ и ь). Они были сильными и слабыми; последняя — всегда слабая. Если перед слабой редуцированной будет ещё одна редуцированная, та будет сильной. Слабые редуцированные ныне исчезли, сильные превратились в о и е (коньць → конец, коньца → конца).
- Находим первую ударную морфему. Если она самоударная — ударение на неё, если правоударная — на слог правее.
- Но если ударение падает на слабую редуцированную — смещаем его левее.
- Если все морфемы безударные — ударение на первый неслабый слог.

Например, корень рук- безударный, окончание -а самоударное, окончание -у и предлог на безударные, и выходит рука́, ру́ку, въ ру́ку, на́ руку.
Современное ударение сдвигается в другие, более сложные правила, при этом одни слова работают по старым правилам, другие по новым. Фразы на ру́ку и на́ руку значат совершенно разное. Появились безусловно-ударные морфемы — например, суффикс -ив-(ый) (счастли́вый). Ударение взяло на себя функцию различия падежей — жены́ распалось на жены́ (р. п. ед. ч.) и жёны (и. п. мн. ч.). В словах на -ер/-ёр ударение даёт понять, механизм это или человек: верёвочный ста́ртер, стартёр с флагом.

## В стихосложении
В стихосложении используется понятие метрического ударения, которое служит ритмизации речи.

## В произведениях культуры
Ударение, ударение,

 Будь для слова как удобрение,

 Будь рудою, из слова добытой,

 Чтоб свобода не стала Свободой.
Александр Галич, О пользе ударений, 1968 г..